# Anacortes
Anacortes je město v okrese Skagit v americkém státě Washington. Název města vznikl ze jména ženy jednoho z prvních usedlíků na Fidalgově ostrově, Amose Bowmana, Anny Curtis. V roce 2010 žilo ve městě 15 778 obyvatel. Jedná se o jedno z principiálních měst v metropolitní statistické oblasti Mount Vernon-Anacortes.
Ve městě se nachází jeden z hlavních doků Washington State Ferries, ze kterého vyplouvají lodě na Lopezův ostrov, Shawův ostrov, Orcasův ostrov, ostrov svatého Jana a do Sidney na Vancouverově ostrově. Na Güemesův ostrov se lze dostat též přívozem, ten je však provozován samotným okresem.

## Historie
Město bylo oficiálně začleněno v květnu 1891. Vzniklo ale už v roce 1879 v naději, že se z něj stane západní konec jedné z transkontinentálních železnic. Začleněno bylo krátce poté, co se železnice městu vyhnula a stalo se centrem dřevařství a rybářství. V padesátých letech minulého století zde začaly ropné společnosti stavět velké rafinerie, a tak se v jeho blízkosti nachází dvě z pěti rafinerií státu Washington. Jednu vlastní a provozuje společnost Tesoro, druhou Shell Puget Sound Refinery Company. Rafinerie zůstávají největším průmyslem v oblasti, ekonomické základy nyní ale zahrnují také továrny na lodě, turismus a rezidenční služby pro nedalekou námořní leteckou stanici Whidbey Island.

## Geografie
Město leží na Fidalgově ostrově a má rozlohu 36,7 km², z čehož 31 % je souš a 17 % voda.

## Demografie
V roce 2010 žilo ve městě 15 778 lidí, z nichž 92 % byli běloši, 2 % Asiaté a 1 % původní obyvatelé. 5 % obyvatelstva bylo Hispánského původu.

## Popis

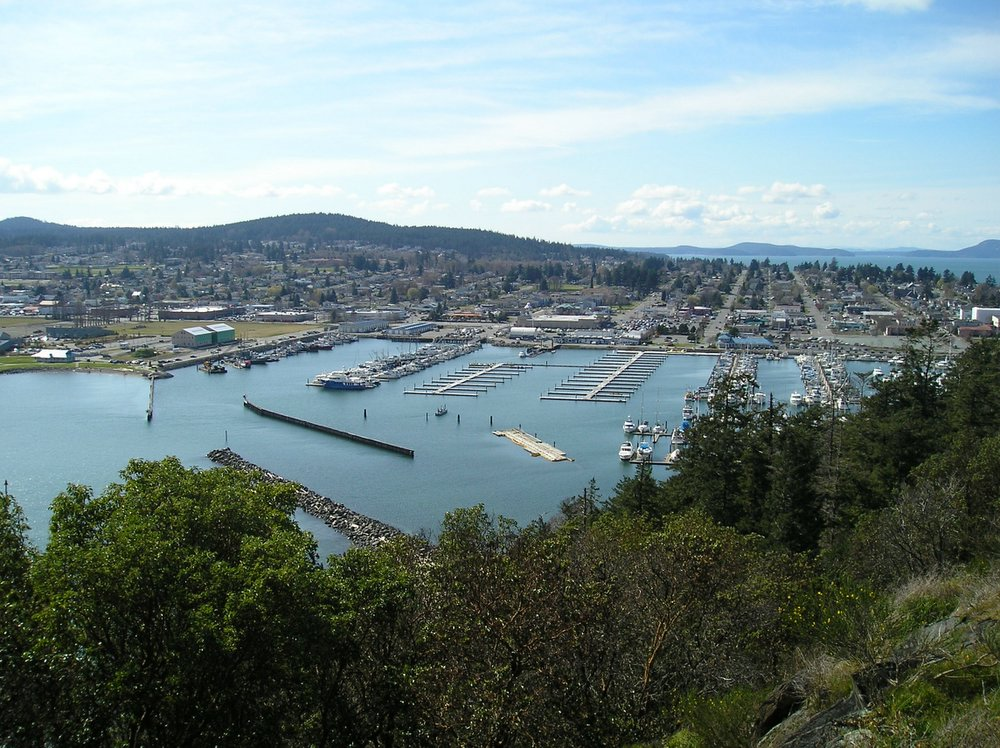
Pohled na přístaviště a město Anacortes.

Anacortes leží na Fidalgově ostrově a ze tří stran jej obklopuje severní Pugetův záliv a souostroví svatého Jana. Na východě hraničí se Swinomišským kanálem a s údolím řeky Skagit. Je zde jemnější počasí než ve zbytku Severozápadu USA, jelikož město leží ve srážkovém stínu Olympijského pohoří. Ostrov má úhrn srážek 21 cm za rok, což je asi polovina úhrnu srážek v Seattlu.

## Vláda
Ve městě vládne starosta Dean Maxwell a městská rada. Starosta je volen přímě. Městská rada se skládá ze sedmi členů, z nichž tři zastupují jednotlivé části města a čtyři město jako celek.

## Rekreace a cestovní ruch
Město je populární destinací mezi majiteli lodí a cestovateli na souostroví svatého Jana. Na severozápadním konci ostrova město spravuje 0,89 km² rozlehlý Washingtonův park, který nabízí táboření, přístaviště pro lodě a nádherné výhledy na souostroví svatého Jana, nejlépe je odsud vidět Cypřišový ostrov. Díky blízkosti města k úžině Juana de Fucy nabízí okolí města možnost pozorování velryb. V okolních vodách se nachází pestrý mořský život, včetně tří stálých shluků kosatek dravých.
Park Anacortes Community Forest Lands má rozlohu 11 km² a obsahuje 80 kilometrů turistických a cyklistických tras a pro město tak malé, jako Anacortes, je velice vzácnou věcí. Sousední Mount Erie Park zase nabízí možnosti k horolezectví na západním a jižním svahu hory Mount Erie, která nabízí malebné výhledy z nadmořské výšky 388 metrů.
Anacortes je cílem mnoha dálkových cyklistů, jelikož se jedná o západní konec severní transkontinentální cyklistické stezky, která vede do Bar Harboru v Maine. Trasu spravuje asociace Adventure Cycling Association.

## Festivaly a oslavy
- Shipwreck Day (Den ztroskotání lodi) je oblíbený jednodenní bleší trh, který se koná každý rok třetí sobotu v červenci. Správa města pomáhá s organizací uzavřením několika ulic v centru města.
- What the Heck Fest je každoroční festival, který se koná ve stejnou dobu jako Shipwreck Day. Koná se na několika místech ve městě celý jeden týden uprostřed července. Jeho částí jsou filmy, hudba, literatura a umění.
- O prvním srpnovém víkendu se koná Anacorteský festival umění, který se poprvé konal roku 1962 díky snaze skupiny oddaných místních patronů umění. Koná se v centru města, v několika ulicích, které jsou kvůli němu uzavřené. Zatímco umělci a obchodníci předvádějí své kousky umění ve stáncích, na pódiu hrají jazzoví a bluesoví hudebníci.
- Oyster Run (Ústřicový závod) je každoroční jednodenní motocyklový závod, který se koná čtvrtou neděli v září. Poprvé se konal roku 1981 a od té doby vyrostl v největší rallye Severozápadu USA, jelikož se ho každý rok účastní kolem 15 tisíc motorkářů a toto číslo každým rokem stoupá.

## Známí občané a rodáci
- Bobo - gorila nížinná, kterou roku 1952 do města přivezl Bill Lowman. O rok později se přestěhovala do seattleského Woodland Park Zoo.
- William McCool - astronaut, který zemřel při havárii raketoplánu Columbia

## Partnerská města
- Kisakata, prefektura Akita
- Lomonosov, Petrohrad
- Sidney, Britská Kolumbie
- Vela Luka, Dalmácie